# Ted Ginn
Theodore "Ted" Ginn, Jr. (12 de abril de 1985, Cleveland, Ohio) é um jogador de futebol americano aposentado que atuava como wide receiver e retornador na National Football League. Ele foi selecionado pelo Miami Dolphins no Draft de 2007 da NFL e já passou por Miami Dolphins, San Francisco 49ers, Arizona Cardinals, Carolina Panthers e o Chicago Bears.